# Elección para gobernador de Luisiana de 2023
Las elecciones para gobernador de Luisiana de 2023 se llevaron a cabo el 14 de octubre de 2023 para elegir al próximo gobernador de Luisiana. El gobernador demócrata titular, John Bel Edwards, no fue elegible para buscar un tercer mandato consecutivo debido a los límites de mandato de Luisiana. En caso de que ningún candidato obtuviera la mayoría absoluta de los votos, se programaría una segunda vuelta para el 18 de noviembre de 2023.
Bajo el sistema de primarias de Luisiana, todos los candidatos aparecieron en la misma boleta, independientemente del partido, y los votantes pudieron votar por cualquier candidato, independientemente de su afiliación partidista. La fecha límite de presentación de candidaturas fue el 10 de agosto de 2023.